# Harthausen (Unterschneidheim)
Harthausen ist ein Teilort von Nordhausen, einem Ortsteil der Gemeinde Unterschneidheim.

## Geschichte
Der Ort wurde 1270 als Harthusen erwähnt, als die Herren von Zipplingen im Ort begütert waren. Später soll der Ort von den Kempnatern an die Grafschaft Oettingen gekommen sein.